# Ignacio Orbaizeta Zabaltza
Ignacio Orbaizeta Zabaltza (Pamplona, Navarra, 4 d'abril de 1923 - Ídem, 20 d'abril de 2011) va ser un ciclista navarrès, que fou professional entre 1941 i 1949. Durant la seva carrera esportiva aconseguí 34 victòries, destacant una etapa a la Volta a Espanya de 1946 i tres a la Volta a Catalunya, una el 1944 i dues el 1946, així com 3 victòries al Gran Premi Pascuas.
Una vegada retirat es convertí en un empresari d'èxit, fundant el 1965 l'empresa d'electrodomèstics Super Ser i presidint l'empresa Azkoyen en els anys de major expansió. Super Ser va patrocinar un equip ciclista durant les temporades 1975 i 1976.

## Palmarés
- 1941
  - Vencedor d'una etapa a la Volta a Mallorca
- 1942
  - 1r al Gran Premi Pascuas
- 1944
  - Vencedor d'una etapa a la Volta a Catalunya
  - 1r al Gran Premi Pascuas
  - Vencedor d'una etapa a la Volta a Llevant
  - 1r al Circuit Ribera Jalon
  - Vencedor d'una etapa al Gran Premi de la Victòria de Manresa
- 1945
  - 1r al Gran Premi Pascuas
- 1946
  - Vencedor d'una etapa a la Volta a Espanya
  - Vencedor de 2 etapes a la Volta a Catalunya
  - 1r al Trofeu del Sprint.
  - 1r al Gran Premi de Beasaín.
  - Vencedor d'una etapa a la Volta a Guipuzcoa
- 1949
  - 1r al Trofeu del Sprint.

### Resultats a la Volta a Espanya
- 1946. Abandona (7a etapa). Vencedor d'una etapa